# Legio VIII Augusta

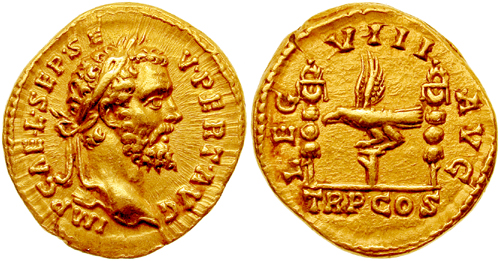
Aureo di Settimio Severo celebrante la LEG VIII AVG, Legio VIII Augusta, una delle legioni che ne sostennero l'ascesa al trono.

La Legio VIII Augusta fu una legione romana costituita da Gaio Giulio Cesare nel 59 a.C. e attiva almeno fino all'inizio del V secolo. Il suo emblema era il toro.

## Origine cesariana

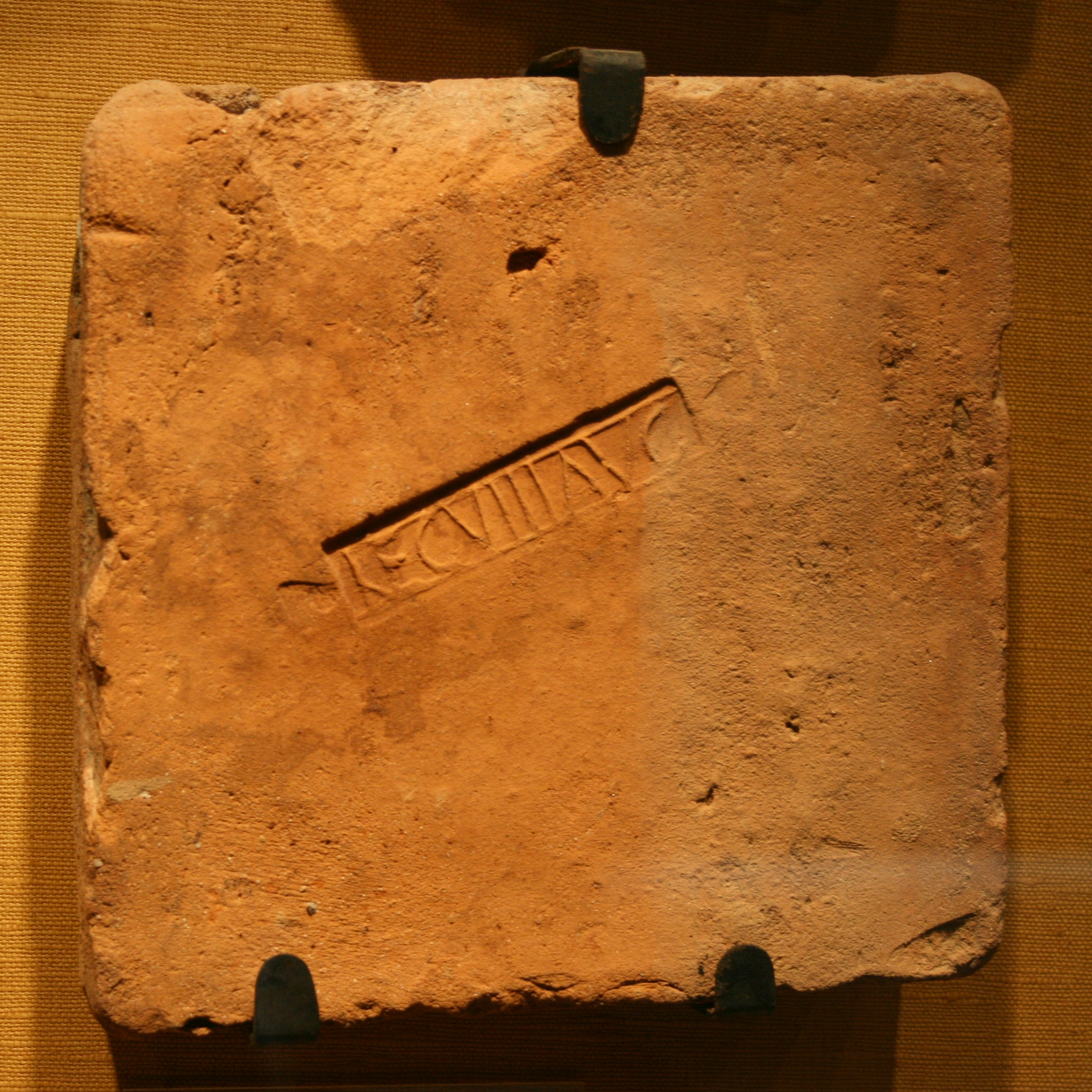
Mattone recante il sigillo della Legio VIII Augusta.

Cesare utilizzò l'VIII legione — assieme alla VII, alla VIIII e alla X — per la sua campagna in Gallia del 58 a.C. La legione si distinse nella battaglia del Sabis contro i Nervi (quando assieme alla VIIII sostenne l'assalto dei Viromandui e li respinse) e nell'assedio di Gergovia.
Per questi meriti le venne assegnato il nome di Gallica Victrix (vincitrice dei Galli).
Nel 49 a.C. l'VIII seguì Cesare in Italia, attraversando il Rubicone, combattendo a Corfinum e Brindisi per poi rimanere in Apulia. Attraversato il canale d'Otranto nella primavera del 48 a.C., la legione combatté con perdite a Dyrrachium. Cesare non volle dare tregua a Gneo Pompeo Magno, e gettò le proprie legioni nella battaglia di Farsalo a ranghi ridotti, tanto che l'VIII venne unificata alla VIIII per questa battaglia; malgrado ciò la vittoria fu decisiva per le sorti della guerra civile.
Come consuetudine, al congedo i veterani ricevettero delle terre da coltivare, in Campania: quelli che accettarono di riprendere le armi per la campagna africana di Cesare del 46 a.C. (e che le sopravvissero) ricevettero altre terre l'anno successivo.

## Sotto Augusto

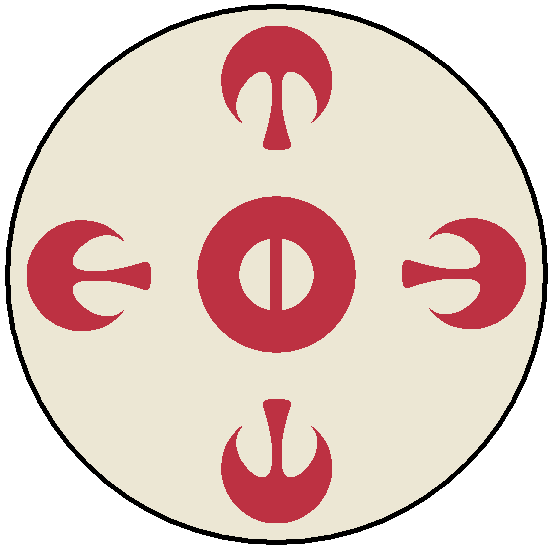
Scudo degli Octavani.

È noto che Gaio Giulio Cesare Ottaviano (il futuro imperatore Augusto) ricostituì l'VIII legione (autunno del 44 a.C.), così come altre del padre adottivo, in occasione delle guerre contro gli assassini di Cesare, contro l'opposizione del partito degli ottimati, e infine contro il collega del secondo triumvirato Marco Antonio: fu così che l'VIII partecipò a quella serie di eventi che portarono alla fine della Repubblica romana.
La legione combatté a Mutina (odierna Modena) contro Marco Antonio nel 43 a.C., dopo essersi distinta ulteriormente in questa battaglia prese il nome di Mutinensis; successivamente combatté a Filippi contro gli assassini di Cesare (42 a.C.), a Perugia contro Lucio Antonio, in Sicilia contro Sesto Pompeo, ed infine alla decisiva battaglia di Azio (31 a.C.), vincendo la quale Ottaviano sconfisse definitivamente Marco Antonio, rimanendo il capo incontrastato della romanità.
All'inizio dell'impero, Augusto si ritrovò con parecchie legioni, tra quelle proprie e quelle ereditate da Marco Antonio. Quelle che non furono sciolte vennero ricollocate sul territorio, e l'VIII, ora nota come Mutinensis Gallica Victrix (abbreviato MGV), venne inviata a presidiare l'Africa del nord, in Tunisia, anche se alcune sue vexillationes vennero impiegate nelle guerre cantabriche. Successivamente la legione venne spostata nei Balcani: il fatto che ricevette il titolo Augusta è probabilmente legato ad una vittoria ottenuta a metà degli anni 10 a.C., oppure al fatto che era "devota ad Augusto", che l'aveva ricostituita.
Sotto Tiberio, nel 19, sue vexillationes erano trasferite, anche se solo temporaneamente dalla Pannonia (dislocata a Sirmio), nella provincia africana per sedare una rivolta tra i Musulami di Tacfarinas. Tornavano poco dopo (dal 24-25), sul fronte pannonico. Fu, quindi, dislocata dal 46 al 68 circa a Novae in Mesia.
Successivamente si attinsero dalla Legio VIII i contingenti inviati in Britannia a presidio del Vallo di Adriano. La legione fu, però, dislocata in modo permanente a partire da Domiziano, ad Argentoratae (dall'88-90) dove rimase fino alla caduta dell'Impero romano d'Occidente.